# GhostNet
GhostNet to nazwa nadana przez popularne media sieci komputerowej szpiegowskiej, odkrytej w marcu 2009. Sieć ta operuje głównie z Chin i zainfekowała komputery w przynajmniej 103 krajach (Polska nie była wymieniona na liście krajów, w których wykryto GhostNet); rząd chiński twierdzi, że jest ona nielegalna i niezależna od niego.
GhostNet został wykryty na skutek badań, o które poprosił Centralny Rząd Tybetański, podejrzewający, że jego komputery są zainfekowane przez nowy rodzaj wirusa. Po 10 miesiącach, 29 marca 2009, zachodni badacze (m.in. z University of Toronto i University of Cambridge) opublikowali raport o GhostNet w "The New York Times".
GhostNet infekuje docelowe komputery złośliwym oprogramowaniem (malware), a specyficznie, koniem trojańskim "Ghost Rat", który umożliwia hakerom pełne monitorowanie zarażonego systemu, a nawet jego przejęcie, w tym włączenie mikrofonów i kamer podłączonych do zarażonego systemu.